# Alverna (Nederland)
Alverna is een Nederlands kerkdorp in de Gelderse gemeente Wijchen, gelegen tussen Grave en Nijmegen. Op 1 januari 2020 telde Alverna 2.470 inwoners. Het dorp is vernoemd naar het in 1887 daar gestichte klooster Alverna, dat op zijn beurt is vernoemd naar La Verna, de berg in Toscane, waar Franciscus van Assisi op 17 september 1224 de stigmata ontvangen zou hebben. Alverna heeft geen eigen postcode. In het postcodeboek valt het dorp onder de plaatsnaam Wijchen. 

## Omschrijving

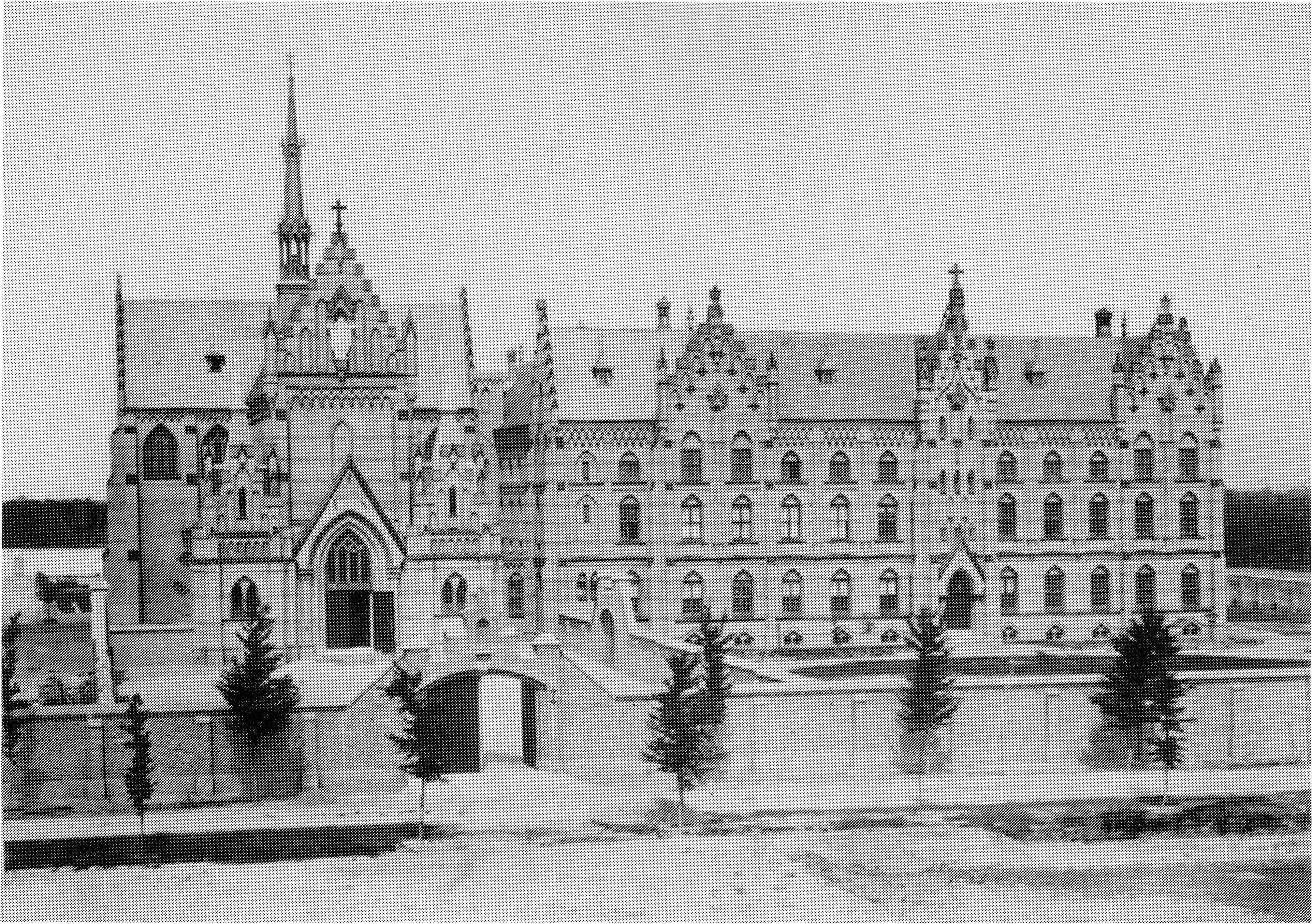
Klooster Alverna. 1887.

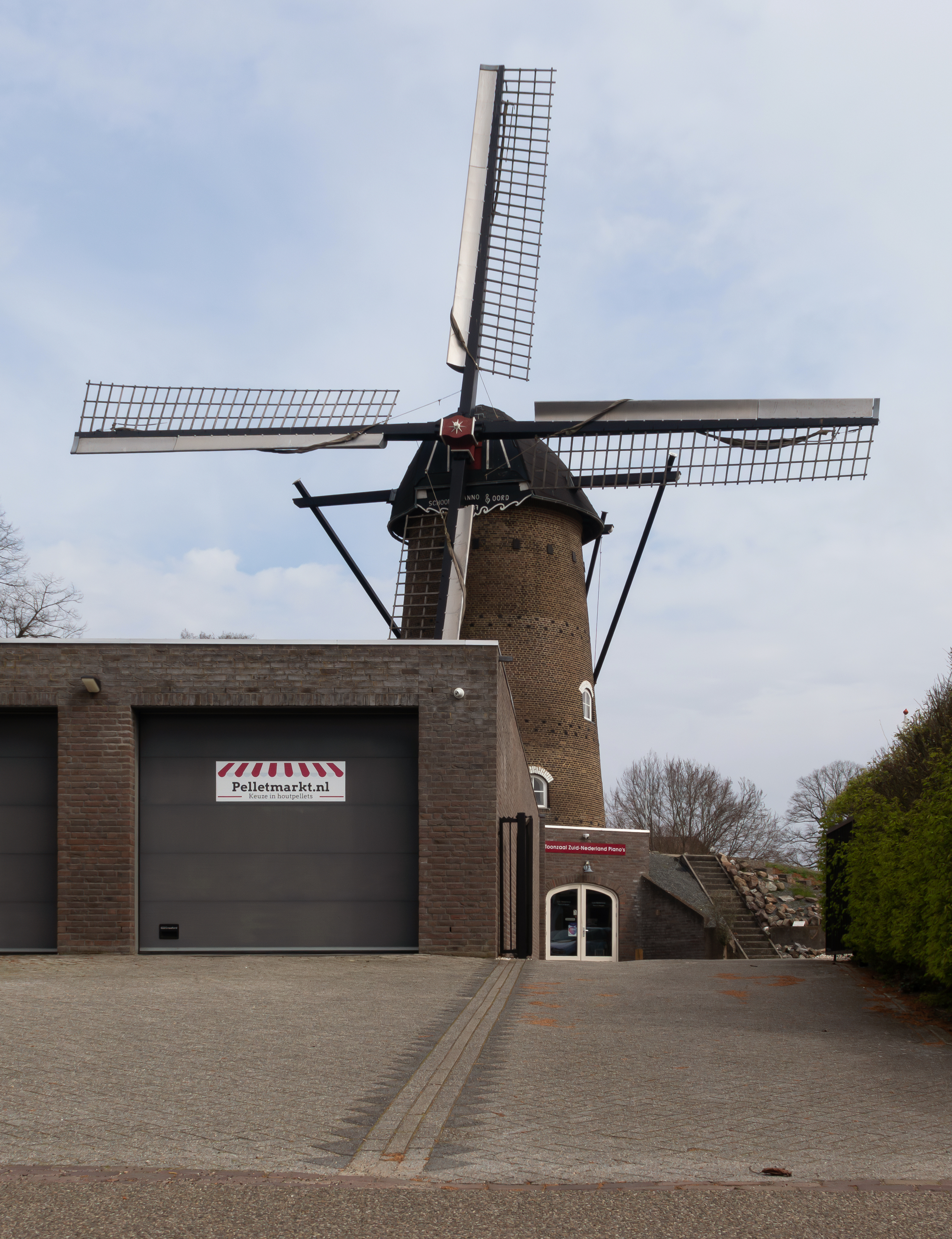
Alverna, molen Schoonoord

Dit franciscanenklooster werd tussen 1886 en 1889 gebouwd aan de provinciale weg tussen Nijmegen en Grave ter hoogte van Wijchen. Rondom dit klooster ontstond gaandeweg een buurtschap met een eigen parochie, een eigen voetbalclub en zelfs een eigen poststempel en vertegenwoordiging in de gemeenteraad van Wijchen. Tegen 1962 telde het dorp ongeveer 3.000 inwoners. Op 4 september 1980 verhuisden de laatste 30 franciscanen naar het in de kloostertuin aan de Leemweg gebouwde kloosterbejaardenoord La Verna, dat op 17 oktober dat jaar officieel geopend werd in het bijzijn van de burgemeester van Wijchen, A.J.J.M. Arends. Van het klooster rest alleen nog de neogotische vieringtoren van de kloosterkerk, die in de tuin van La Verna is opgericht. Het koorgestoelte van deze kerk bevindt zich tegenwoordig in Maastricht.
In het dorp bevindt zich verder een klooster genaamd Portiuncula dat dient als het moederhuis van de Franciscanessen van Bennebroek, een onderwijscongregatie die ook altijd de kleuterschool, de lagere meisjesschool en de VGLO-school onder hun hoede hadden tot aan de jaren tachtig van de vorige eeuw. Het complex is inmiddels tweemaal verbouwd en dient thans ook als verzorgingscentrum voor zowel oudere leden van de congregatie en van andere congregaties als voor leken. Het dorp bezit een molen uit 1887 waarvan het authentieke gangwerk nog geheel intact is. De naam van de molen, Schoonoord, heeft vermoedelijk te maken met het oorspronkelijk religieuze karakter van het dorp. De molen is in 2006 geheel in de oorspronkelijke staat hersteld. Niet alleen de oorspronkelijke kleuren zijn teruggekeerd, ook het gestroomlijnde Van Busselwieksysteem is geplaatst. Helaas staan er inmiddels zoveel bomen rond de molen dat over de westkant geen wind meer kan worden gevangen. Het maalwerk van de molen zal ook gerestaureerd worden, zodat na ruim 60 jaar stilstand weer 'Alvernees meel' gemalen kan worden. Verder liggen er rond het dorp een kunstskibaan, een manege, een bowlingcentrum en een golfbaan.
Alverna kwam in de publiciteit toen langs de toegangswegen plaatsnaamborden werden geplaatst die het dorp aanduidden met de gemeentenaam Wijchen. De Alvernezen bekladden de toegangsbordjes, tot de gemeente uiteindelijk besloot nieuwe bordjes langs de wegen te plaatsen met de naam Alverna.
Echte Alvernezen spreken dan ook steeds van het "op" Alverna wonen in plaats van "in" Alverna. Dit heeft vermoedelijk ook te maken met het feit dat het centrum van het dorp - langs de rijksweg - iets hoger ligt dan de zuidelijk hiervan gelegen landerijen en de buurtschap Lunen. Bij de watersnood van 1926, toen de destijds nog niet gekanaliseerde Maas weer eens overstroomde kwam het water ook tot aan het zuidelijk deel van de lintbebouwing van het dorpscentrum. Ter herinnering aan deze overstroming werd door wijlen koningin Wilhelmina een herinneringsmonument onthuld dat ongeveer op de zuidelijke bebouwingsgrens van de lintbebouwing staat.
Door de verbreding van de rijksweg tot een vierstrooks autoweg werd het oude hart van de lintbebouwing behoorlijk gehavend en verdwenen zowel de imposante kloosterkerk als het kloostercomplex, alsmede nog een aantal woningen en twee cafés waardoor het ruime beeld van de huidige lintbebouwing is ontstaan. In 2012 werd de doorgaande weg andermaal aangepast en weer versmald en deels "ingebed" in een stenen bedding zulks om zowel fijnstof als geluidsoverlast te beperken.

## Trivia
Wonen op Alverna en niet in Alverna?
Dit heeft te maken met het feit dat Alverna gekenmerkt wordt door haar ligging aan een natuurgebied met veel heide. Je woont in dit geval letterlijk op de hei en daarom is het op Alverna. (bron: boek Van Lunen tot den Teerschen dijk, geschreven door (wijlen) onderwijzer A. Duynstee)

## Geboren in Alverna
- Fred Rutten, voetballer en voetbaltrainer